# ЖС серија 812
ЈЖ/ЖС серија 812 су путничка дизел-моторна кола које су израђивани у фабрици вагона Гоша у Смедеревској Паланци од 1959. до 1969, а по лиценци немачке фирме Ирдинген, популарног зван шинобус.
Произведено је укупно 270 гарнитура, које су масовно замениле 1960-их и почетком 1970-их година парне локомотиве на локалним пругама Југославије.
Већи број гарнитура Гоша 812 је због своје дотрајалости искључен из железничког саобраћаја, а док преостале гарнитуре, Железнице Србије, постепено замењују са гарнитурама серије ДМВ 711 почев од марта 2012.
Код љубитеља железнице важи за једно од најомиљенијих железничких возила на овим просторима.

## Порекло и производња
Почетком 1950-их, одлучено је да се увезе значајан број дизел-моторних возова који ће саобраћати на локалним пругама, односно пругама са мањим бројем путника.
Након истраживања донета је одлука да се купи ДМК Ирдинген модел ВТ 95 серије К-1.
Првих 10 гарнитура, црвене боје, су стигле 1955. године и успешно су прошле пробне вожње на домаћим пругама. Одлучено да се откупи лиценца за њихову израду чиме се хтела постићи прихватљива цена за масовнију замену парних локомотива али и стабилност у њиховом одржавању. Производња је почела у у фабрици вагона Гоша у Смедеревској Паланци која је прве гарнитуре, сребрне боје, испоручила железници 1959. године.
Основни састав гарнитуре чине моторна кола МК + приколица ПК. На моторним колима уграђен је четворотактни дизел-мотор типа Büssing U10, максималне брзине 90 . Преносник снаге је механички са хидроспојком, са 6 степена преноса снаге. У увозној серији кочница је ваздушна типа Кнор, шинска кочница има само на моторним колима од 051 па надаље, које су фрикционе. У синхроном раду могу да саобраћају 4 гарнитуре, серијског броја од 039 па надаље.

## Назив
Службени назив овог железничког возила је био ДМК серија 812 - сребрна стрела. Одмах након увођења у железнички саобраћај понео је надимак ‘’зец’’ због знатно веће брзине које је постизао у односу на дотрајале парне локомотиве. Међутим, након извесног времена усталио се међу путницима надимак ‘’шинобус’’ због његовог оригиналног порекла и немачког назива за овакав тип железничких возила Schienenbus.

## Технички подаци
| Параметар                | Подаци                |
| ------------------------ | --------------------- |
| Посада                   | моторвођа + кондуктер |
| Дужина основне гарнитуре | 26,6 м                |
| Дужина сандука МК        | 12,7 м или 10,5 м     |
| Сопствена маса МК        | 25,4 т                |
| Сопствена маса ПК        | 10,2 т                |
| Висина изнад ГИШ         | 3.300 мм              |
| Пречник точка            | 900 мм                |
| Погон                    | Büssing U10           |
| Снага дизел-мотора       | 110 kW                |
| Седишта МК               | 60                    |
| Стајање МК               | 38                    |
| Седишта у приколици      | 64                    |
| Стајање у приколици      | 38                    |

## Галерија
- ЖС 812 код Буђановца
- ЖС 812 поред ЖС 441 у станици Рума
- ЖС 812 у станици Банатско Милошево